# Milvio
Milvio  è un nome proprio di persona italiano maschile.

## Varianti
- Maschili: Milvo[2], Milvano[2]
- Femminili: Milvia[1][2], Milva[2], Milvana[2]

### Varianti in altre lingue
- Catalano: Milvi[3]
  - Femminili: Milva[3]
- Spagnolo: Milvio[3]
  - Femminili: Milva[3]

## Origine e diffusione

Il ponte Milvio in un dipinto di Jan Asselijn

È un nome recente, nato in ambiti cristiani, che riprende il toponimo del Ponte Milvio, dove Costantino I sconfisse Massenzio in battaglia portando al riconoscimento del cristianesimo come religione ufficiale; etimologicamente, il nome del ponte Milvio risale al cognomen latino Molvius, portato dall'uomo che lo fece costruire. Si noti che il nome Milvio, specialmente nella sua variante Milvo, può essere ricondotto anche al latino milvus, "nibbio".
Risulta comunque più diffuso al femminile, dove costituisce primariamente una contrazione di Maria con Ilva, Silvia o altri; l'uso del femminile è stato probabilmente aiutato anche dalla fama della cantante Milva, nata Maria Ilva Biolcati.

## Onomastico
Il nome è adespota, non essendoci santi che lo portino. L'onomastico si può festeggiare in occasione Ognissanti, il 1º novembre.

## Persone
- Milvio Capovani, matematico e informatico italiano

### Varianti femminili
- Milva, cantante italiana
- Milvia Boselli, politica italiana
- Milvia Frosini, pittrice e attrice italiana

## Il nome nelle arti
- Milvia è uno dei personaggi creati ed interpretati da Lucia Ocone.
- Milvia è un personaggio del romanzo di Antonio Amurri Famiglia a carico.